# Homosexualidad y religión

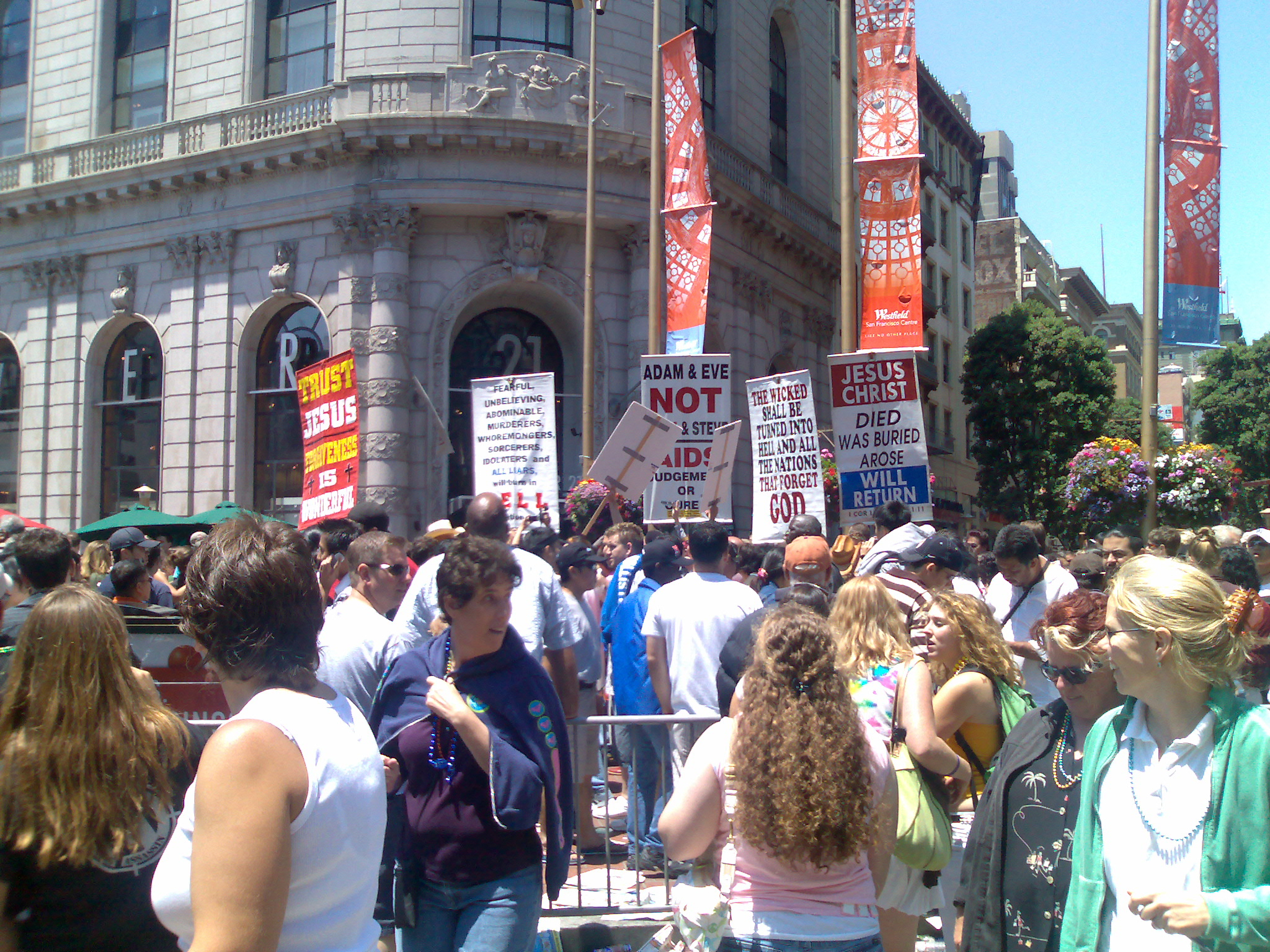
Cristianos manifestando en un evento de 2006 Marcha del orgullo LGBT de San Francisco

La relación entre la homosexualidad y la religión puede variar mucho a lo largo del tiempo y de la localización geográfica, entre diferentes religiones y sectas, y en relación con las diferentes formas de homosexualidad y bisexualidad. En la actualidad las doctrinas de las mayores religiones del mundo contrastan de manera significativa entre la denominación y actitud hacia homosexualidad.
Esto se muestra desde la desmotivación discreta sobre actividades homosexuales, hasta la prohibición explícita de la práctica del matrimonio entre personas del mismo género y la oposición social activa a la aceptación de la homosexualidad. Algunas religiones, como el cristianismo y el islam, no aceptan la homosexualidad, bien porque atendiendo a sus libros sagrados ven condenables las prácticas homosexuales, bien porque consideran como pecaminosa la misma orientación o al menos la califican como objetivamente desordenada (así el catecismo de la Iglesia católica), y rechazan las prácticas homosexuales.
Otras, como la Iglesia Presbiteriana Ortodoxa, declaran que tan solo el acto sexual es pecaminoso.
Otras aceptan completamente a los homosexuales.
Otras, como Radical Faeries, fomentan activamente la homosexualidad.
Algunas religiones ―como la cienciología o algunas confesiones cristianas― declaran que la homosexualidad es una enfermedad que se puede subsanar o corregir a través de fe religiosa y la práctica heterosexual.
Por otra parte, algunas voces existentes dentro de muchas de estas religiones, que ven la homosexualidad de manera más positiva, y algunas religiones liberales, como wicca, pueden bendecir los matrimonios entre personas del mismo género, entre ellas varias iglesias cristianas. Otras, como la adelfopoiesis en el cristianismo, consideraban el amor fraterno entre miembros del mismo sexo como sagrado. En la Historia de la humanidad se pueden encontrar mitologías acerca del amor entre personas del mismo género. Asimismo, grupos de tendencia conservadora gay han manifestado un acercamiento hacia comunidades religiosas tolerantes a la homosexualidad e inclusivas con respecto a la participación de homosexuales dentro de sus fieles, aceptándolos como tales.

## Religiones y sus distintos puntos de vista en relación con las orientaciones sexuales no heterosexuales

### Homosexualidad y budismo
Entre los budistas existe diversidad de opinión sobre la homosexualidad. El budismo enseña que el goce sensual, el deseo en general y la sexualidad en particular son obstáculos para encontrar la iluminación (Nirvana). Las órdenes budistas contemporáneas por lo general prohíben la transexualidad y la sexualidad activa en las ordenaciones religiosas, pero aceptan la homosexualidad entre los laicos.[cita requerida]

### Homosexualidad y cristianismo

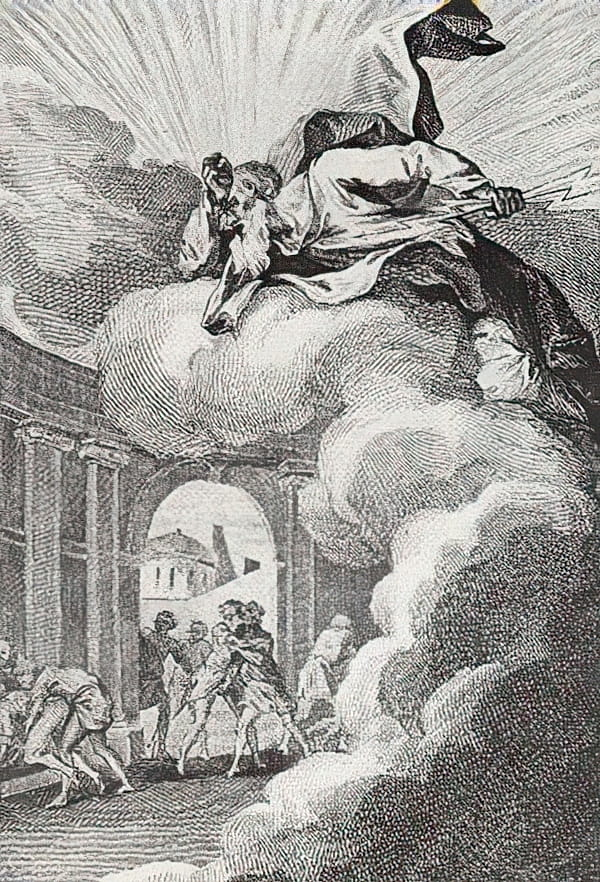
Habitantes de Sodoma padeciendo la ira divina. François Elluin (1781).

Entre las iglesias cristianas existe cierta variedad de opiniones y prácticas en relación con las personas homosexuales. La mayoría de las denominaciones cristianas, y muy especialmente las mayores de ellas, la Iglesia católica y la Iglesia ortodoxa, rechazan de plano la práctica de relaciones homosexuales basándose en la tradición cristiana al respecto, como asimismo en algunos textos del Antiguo Testamento y del Nuevo Testamento sobre el tema. Santo Tomás de Aquino sostuvo por su parte que la práctica homosexual era contraria a la ley natural, argumentando que el fin natural primario del acto sexual era la procreación, y dado que dicha procreación se realiza a partir de un proceso de fecundación sexual entre un varón y una mujer, la homosexualidad es contraria al fin mismo del acto. Otras vertientes cristianas también rechazan cualquier aproximación no condenatoria al tema de la homosexualidad, entre ellas destaca la Iglesia de Jesucristo de los Santos de los Últimos Días y las denominaciones evangélicas adheridas al movimiento del fundamentalismo cristiano. Por otra parte existen iglesias, generalmente en el ámbito protestante, que o bien son tolerantes con la homosexualidad o existe un vivo debate dentro de la denominación (la Iglesia Anglicana y algunas iglesias metodistas, bautistas y presbiterianas), o bien aceptan plenamente el hecho y la práctica homosexual e incluso bendicen uniones matrimoniales de este tipo (congregacionalistas y unitarios universalistas principalmente). Desde hace varios años se está luchando por dar a conocer interpretaciones bíblicas menos literales, más abarcativas y que van en consonancia con un espíritu menos condenatorio de este tipo de prácticas. Un resumen de estos intentos se puede encontrar en el libro de descarga gratuita de Andrés Gioeni, primer ex sacerdote en contraer matrimonio gay en el mundo: "Tanto amor desperdiciado. De como ser cristiano y homosexual sin  morir en el intento".

### Homosexualidad y mormonismo
La Iglesia de Jesucristo de los Santos de los Últimos Días enseña que nadie debe despertar sentimientos sexuales fuera del matrimonio, incluidos aquellos hacia miembros del mismo sexo. La iglesia SUD reconoce que los sentimientos de atracción hacia el mismo sexo no pueden cambiar o ser superados en esta vida terrenal, y espera que todos los miembros no casados, homosexuales o heterosexuales, se abstengan de todas y cada una de las relaciones sexuales fuera del matrimonio heterosexual. La iglesia SUD sostiene que los sentimientos e inclinaciones hacia el mismo sexo (es decir, sentimientos homosexuales o "tentaciones") no son inherentemente pecaminosos, pero participar en un comportamiento homosexual está en conflicto con el "principio doctrinal, basado en las sagradas escrituras ... que el matrimonio entre un el hombre y la mujer son esenciales para el plan del Creador para el destino eterno de Sus hijos". Aquellos que experimentan atracción por personas del mismo sexo deben ejercitar continuamente el autocontrol y la confianza en la expiación de Jesucristo a fin de abstenerse de actuar según esos sentimientos. La iglesia SUD se opone firmemente al matrimonio entre personas del mismo sexo y enseña que el matrimonio solo debe ser entre un hombre y una mujer, y que esto es esencial para el plan eterno de Dios. Estos temas se abordan en el sitio web de la iglesia SUD "Amarnos unos a otros: una discusión sobre la atracción hacia personas del mismo sexo".

### Homosexualidad e hinduismo
La relación de la homosexualidad y el hinduismo es compleja y no exenta de contradicciones. Por una parte en ningún texto religioso hay una condena expresa, y prácticas homosexuales están presentes en algún texto como el Kama-sutra y en la tradición existen numerosas esculturas y pinturas que la representan. Por otra parte, la práctica de la homosexualidad hasta hace unos años era delito en la India, el principal país hindú. El artículo 377 del código penal de la India que ya no permanece vigente desde el periodo colonial británico, a pesar de haber sido declarado inconstitucional en 2009 por la corte suprema de Delhi (no es la corte suprema de la India), dice que:

Quien, voluntariamente, tenga un contacto carnal contra el orden de la naturaleza con un hombre, una mujer o un animal, será castigado con la prisión de por vida, o por un periodo que puede llegar a diez años, y deberá pagar una multa.

### Homosexualidad e islam

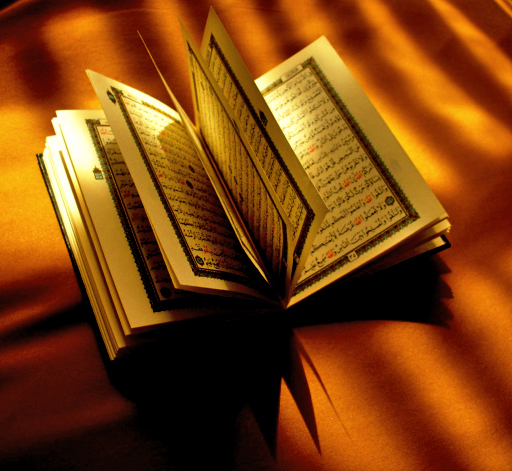
Corán abierto.

Las opiniones islámicas sobre la homosexualidad son tan variadas como las de las otras religiones mayoritarias y han sufrido modificaciones a lo largo de la Historia. El Corán y el Hadiz contienen condenas expresas de los actos sexuales entre personas del mismo sexo. Dos suras citan la historia del "pueblo de Lot" (también conocidos como sodomitas), quienes fueron destruidos por participar en actos homosexuales, quebrantando las leyes judías de la hospitalidad para con los extranjeros. El castigo legal para la sodomía ha ido cambiando según las escuelas jurídicas: algunas prescriben la pena capital, mientras que otras prescriben un castigo discrecional menor. La homosexualidad es considerada un delito y está prohibida en la mayoría de países islámicos, como en Arabia Saudí o Irán. En algunos países islámicos relativamente seculares o multi-religiosos como Argelia, Túnez, Indonesia o Turquía hay más tolerancia.

### Homosexualidad y judaísmo
La homosexualidad es un tema de debate dentro del judaísmo. Las primeras referencias se remontan al libro bíblico de Levítico que describe las relaciones sexuales entre varones como una «abominación» y que podría ameritar la pena capital como castigo. La Torá no tiene referencias sobre la conducta homosexual entre mujeres.

### Homosexualidad y sintoísmo
La homosexualidad en el sintoísmo tiene varios períodos de aceptación y rechazo en la historia. Distinta a otras religiones, el sintoísmo es una religión muy descentralizada y carente de dogmatismos por lo que no existen en ella reglas definitivas sobre la homosexualidad.

### Homosexualidad y taoísmo
Es difícil determinar una única posición de la homosexualidad en el taoísmo, ya que el término "taoísmo" se utiliza para describir varias tradiciones religiosas dispares, desde movimientos religiosos organizados como el Quanzhen a la religión tradicional china, e incluso una escuela de filosofía. La gran mayoría de creyentes viven en China y en las diferentes comunidades chinas de todo el mundo, así que la actitud que los taoístas tienen para con la homosexualidad a menudo refleja los valores y las normas sexuales de una más amplia sociedad china.

### Homosexualidad y unitarismo universalista
El Unitarismo universalista y la Asociación Unitaria Universalista (AUU) tienen una larga tradición de haber recibido con los brazos abiertos a las personas LGBT.

### Homosexualidad y religiones precolombinas
La homosexualidad en los rituales precolombinos es poco conocida.
Se ha logrado deducir a través de cerámicas y artesanías halladas, e incluso algunas crónicas de los colonizadores europeos.[cita requerida]

### Homosexualidad y cienciología
La doctrina formal de la cienciología, basada en los conceptos promulgados por L. Ron Hubbard, declaran la conducta homosexual como una perversión y una enfermedad, clasificada como una de las peores desviaciones sexuales y de las que más negativamente impactan en la sociedad.